# Gunnerales
Gunnerales este un ordin de plante care cuprinde două familii: Gunneraceae cu unicul gen Gunnera și Myrothamnaceae cu unicul gen Myrothamnus. Analiza secvenței ADN a surprins, datorită faptului că structura morfologică este foarte diferită.

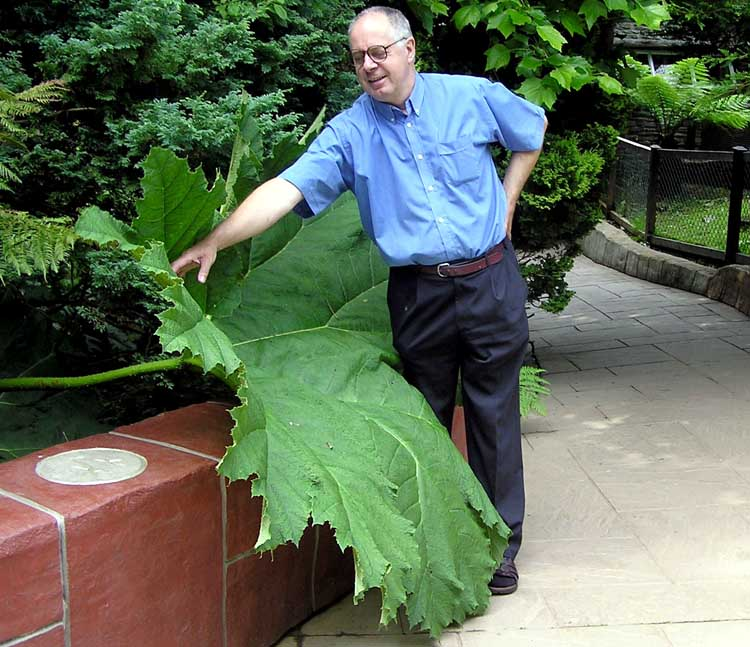
Gunnera manicata

## Galerie

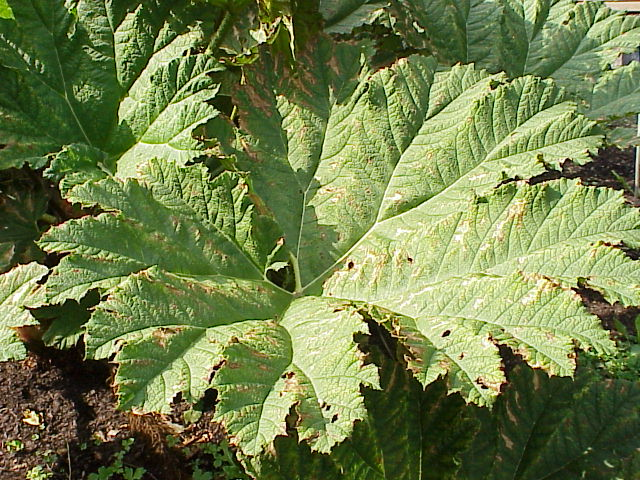
Gunnera manicata
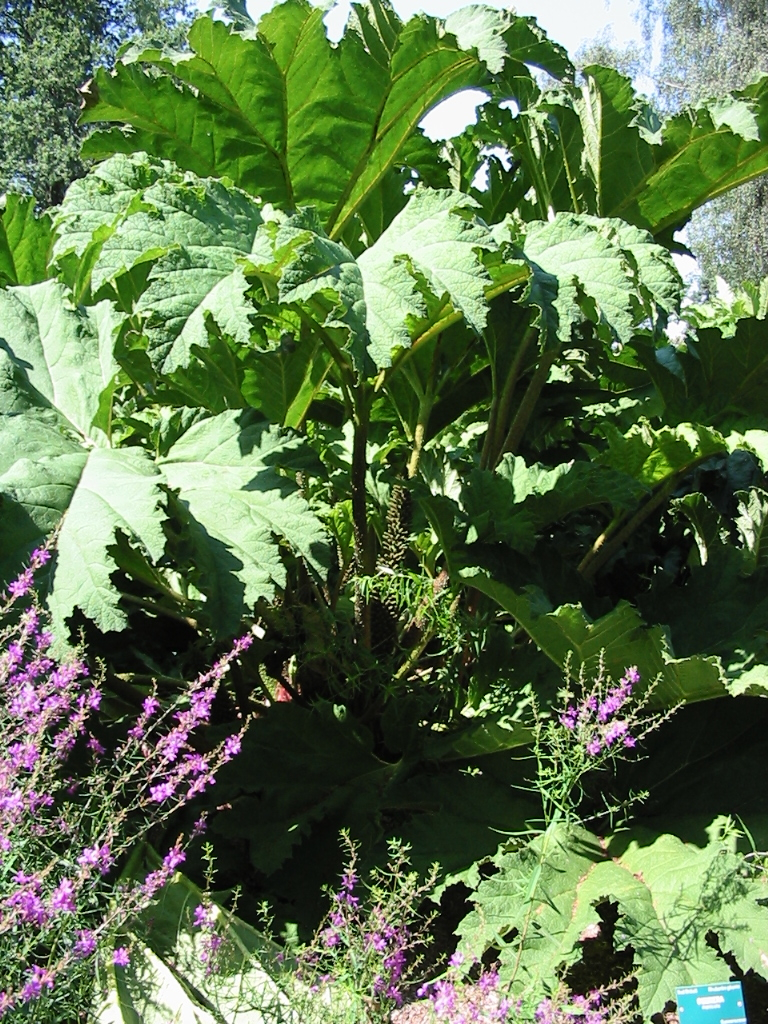
Gunnera manicata
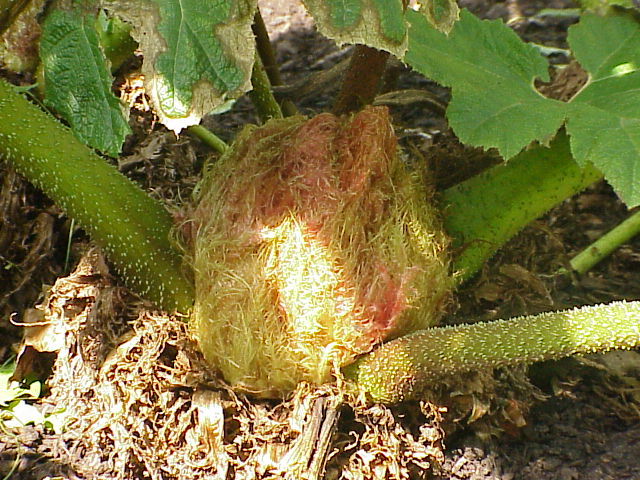
Gunnera manicata

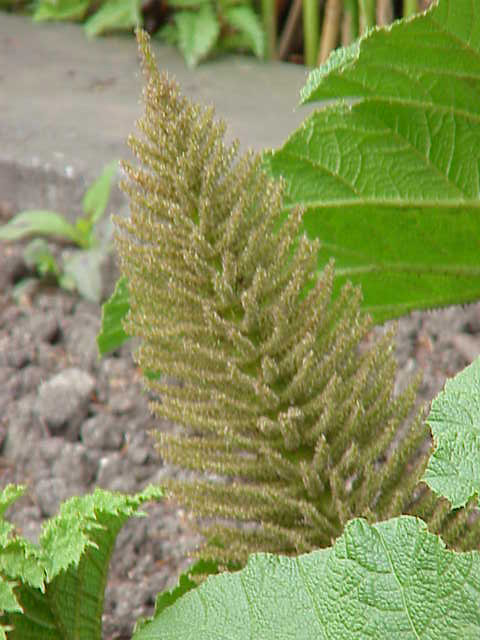
Gunnera tinctoria
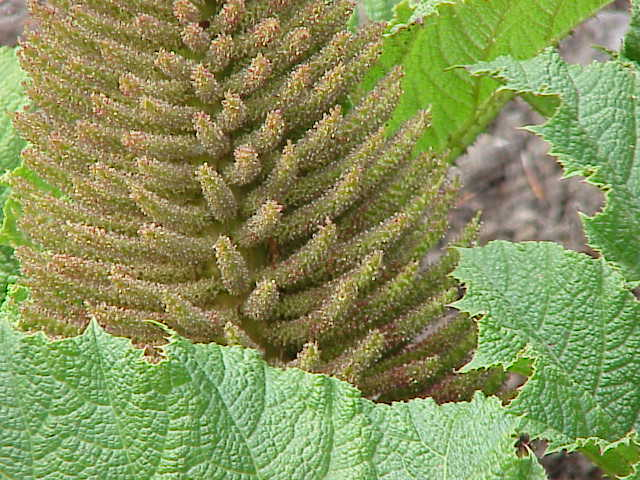
Gunnera tinctoria